# Apodanthera trifoliata
Apodanthera trifoliata är en gurkväxtart som beskrevs av Célestin Alfred Cogniaux. Apodanthera trifoliata ingår i släktet Apodanthera och familjen gurkväxter. Inga underarter finns listade i Catalogue of Life.